# قرار مجلس الأمن التابع للأمم المتحدة رقم 1502
قرار مجلس الأمن التابع للأمم المتحدة 1502، المتخذ بالإجماع في 26 آب / أغسطس 2003، بعد التذكير بالقرارات 1265 (1999) و 1296 (2000) و 1460 (2003)، أدان المجلس العنف ضد العاملين في المجال الإنساني ودعا جميع الدول إلى ضمان أن مثل هذه الحوادث لا يبقى دون عقاب.

## القرار

### أعمال
وأعرب القرار عن إدانته الشديدة لجميع أعمال العنف التي تعرض لها العاملون في العمليات الإنسانية ، وحثت جميع الدول على ضمان عدم إفلات مثل هذه الجرائم من العقاب، مؤكدة من جديد التزامات الأطراف المتورطة في نزاع مسلح بالامتثال للقانون الدولي . وتم حث الأطراف على ضمان وصول العاملين في المجال الإنساني دون عوائق إلى الأشخاص المحتاجين للمساعدة، وضمان سلامتهم وحرية تنقلهم، وتوفير التسهيلات لاستخدامهم. وقد عقد المجلس العزم على ضمان التمسك بهذه التدابير من خلال:
(أ) مطالبة الأمين العام بالسعي إلى إدراج وضمان إدراج البلدان للأحكام الرئيسية في الاتفاقية المتعلقة بسلامة موظفي الأمم المتحدة والأفراد المرتبطين بها
(ب) تشجيع الأمين العام على توجيه انتباه مجلس الأمن إلى الحالات المتعلقة برفض المساعدة الإنسانية
(ج) إصدار إعلانات الخطر الاستثنائي بموجب الاتفاقية
وأخيراً، صدرت تعليمات إلى الأمين العام كوفي عنان بمعالجة مسألة سلامة وأمن العاملين في المجال الإنساني والأمم المتحدة والأفراد المرتبطين بها في تقاريره إلى المجلس، بما في ذلك التوصيات بشأن كيفية منع الحوادث في المستقبل ومحاسبة مرتكبي حالات العنف.

## روابط خارجية
- نص القرار في undocs.org